# Hypopharynx

Vue en coupe des différentes parties du pharynx.

L'hypopharynx de l'homme est la portion inférieure du pharynx. L’hypopharynx est également appelé pharynx laryngé ou laryngo-pharynx, car il communique avec le larynx par l'orifice supérieur de ce dernier. L'hypopharynx se trouve en arrière de l’épiglotte. Son rôle est d'assurer la fermeture du larynx pendant la déglutition, c'est-à-dire lorsque l'on avale. 